# مكان آل بخيتة (شبام)
'

تعديل مصدري - تعديل

مكان ال بخيتة هي إحدى قرى عزلة شبام بمديرية شبام التابعة لمحافظة حضرموت، بلغ تعداد سكانها 491 نسمة حسب تعداد اليمن لعام 2004.